# Университет Северной Каролины в Уилмингтоне
Университет Северной Каролины в Уилмингтоне (англ. University of North Carolina at Wilmington) — государственный университет в г. Уилмингтон, Северная Каролина, США. Основан в 1947 году как Уилмингтонский колледж. В 1969 году вуз стал пятым кампусом в системе университетов Северной Каролины и получил своё теперешнее название. В университете обучается более 14 000 студентов.

## Известные выпускники
- Ульрих, Скит
- Саффо, Билл